# Dania Południowa
Dania Południowa (duń. Syddanmark) – jeden z pięciu duńskich regionów administracyjnych utworzonych 1 stycznia 2007 na mocy reformy administracyjnej. W jego skład weszły dotychczasowe okręgi Fionia, Ribe Amt i Sønderjyllands Amt, a także część okręgu Vejle Amt.
Powierzchnia regionu wynosi 12 191 km², zaś ludność ok. 1,19 mln mieszkańców (2007). Największym miastem jest Odense, jednak władze regionu rezydują w Vejle.
Region dzieli się na 22 gminy.
| - Gmina Assens - Gmina Billund - Gmina Esbjerg - Gmina Faaborg-Midtfyn - Gmina Fanø - Gmina Fredericia - Gmina Haderslev - Gmina Kerteminde - Gmina Kolding - Gmina Langeland - Gmina Middelfart - Gmina Nordfyn - Gmina Nyborg - Gmina Odense - Gmina Svendborg - Gmina Sønderborg - Gmina Tønder - Gmina Varde - Gmina Vejen - Gmina Vejle - Gmina Ærø - Gmina Aabenraa |